# EgyptSat-1
EgyptSat-1 — штучний супутник Землі оптико-електронного спостереження, виготовлений КБ «Південне» на замовлення Єгипту. Перший єгипетський супутник дистанційного зондування Землі.
23 жовтня 2010 National Authority for Remote Sensing and Space Sciences повідомило, що зв'язок з апаратом було втрачено ще в липні 2010.

## Конкурс
Право на виготовлення супутника КБ «Південне» виграло на Міжнародному тендері 2001. Окрім України, в конкурсі брали участь Велика Британія, Російська Федерація, Південна Корея, Італія.

## Опис
Апарат належить до класу малих космічних апаратів: маса 157 кг, з яких частка корисного навантаження (дослідницька апаратура, засоби орієнтації, зв'язку тощо) 49 кг. Його розміри (в робочому положенні на орбіті): 2,35х2,36х1,57 м. Серед приладів, що розташовані на борту апарата, — багатозональні скануючий пристрій і сканер середнього інфрачервоного діапазону. Є також і техзасоби для передачі повідомлень електронної пошти.

## Виробництво
Над виробництвом супутника підприємства України працювали майже п'ять років. Під керівництвом членкора НАН України Володимира Драновського, а потім — Олександра Макарова. Конструкцію спроєктували у КБ «Південне», а збирали апарат на Південному машинобудівному заводі.
Крім ДКБ «Південне», у створенні єгипетського космічного апарата брали участь також конструкторські організації, НДІ та підприємства з Харкова, Києва, Дніпропетровська, Запоріжжя, Львова («Хартрон-Юком», «НДІ радіовимірювань», «Дніпрокосмос», «Хартрон-Аркос», «НИТКИ приладобудування», КБ «Арсенал», «Львівський центр Інституту космічних досліджень»).
EgyptSat став першою космічною системою, створеною виключно силами українських підприємств, що використовує тільки вітчизняні засоби наземного керування польотом супутника та приймання даних.
Вперше в Україні під час розроблення й виготовлення сонячних батарей космічного призначення для «EgyptSat-1» і платформи українського мікросупутника «Січ-2» було використано одноперехідні арсенід-галієві ФП на гетероструктурах із ККД ~19÷20 % стійкі до радіаційних, термоциклічних і електророзрядних факторів космічного польоту
Силами українських підприємств розроблена наземна станція для приймання інформації дистанційного зондування Землі з штучного супутника EgyptSat-1, яка установлена та експлуатується в Єгипті.